# Pedraza de Alba
Pedraza de Alba – gmina w Hiszpanii, w prowincji Salamanka, w Kastylii i León, o powierzchni 23,25 km². W 2011 roku gmina liczyła 254 mieszkańców.